# Askkärrsholmen
Askkärrsholmen är en ö i Finland. Den ligger i sjön Lojo sjö och i kommunen Raseborg i den ekonomiska regionen  Raseborg  och landskapet Nyland, i den södra delen av landet, 60 km väster om huvudstaden Helsingfors. Öns area är 1,5 hektar och dess största längd är 190 meter i sydväst-nordöstlig riktning.